# Cabeza de Agua
Cabeza de Agua är en ort i Mexiko.   Den ligger i kommunen Chiapa de Corzo och delstaten Chiapas, i den sydöstra delen av landet, 700 km sydost om huvudstaden Mexico City. Cabeza de Agua ligger 502 meter över havet och antalet invånare är 139.
Terrängen runt Cabeza de Agua är kuperad norrut, men söderut är den platt. Runt Cabeza de Agua är det ganska tätbefolkat, med 58 invånare per kvadratkilometer. Närmaste större samhälle är Acala, 18,8 km nordost om Cabeza de Agua. Omgivningarna runt Cabeza de Agua är en mosaik av jordbruksmark och naturlig växtlighet.